# نوک‌شاخ فان در دکن
 نوک‌شاخ فان در دکن (نام علمی: Tockus deckeni) نام یک گونه از تیره نوک‌شاخ است.